# Zemský okres Ahrweiler
Zemský okres Ahrweiler (německy Landkreis Ahrweiler) je okres v německé spolkové zemi Porýní-Falc. Okresním městem je Bad Neuenahr-Ahrweiler.

## Geografie
Geograficky se území okresu nachází v oblasti vrchoviny Eifel. Po celé délce protéká okresem řeka Ahr, která se zde vlévá do Rýna, který tvoří severovýchodní hranici okresu. Na severu okres sousedí se spolkovou zemí Severní Porýní-Vestfálsko.

## Města a obce
Města:
1. Adenau
2. Bad Breisig
3. Bad Neuenahr-Ahrweiler
4. Remagen
5. Sinzig

Obce:
1. Ahrbrück
2. Altenahr
3. Antweiler
4. Aremberg
5. Barweiler
6. Bauler
7. Berg
8. Brenk
9. Brohl-Lützing
10. Burgbrohl
11. Dankerath
12. Dedenbach
13. Dernau
14. Dorsel
15. Dümpelfeld
16. Eichenbach
17. Fuchshofen
18. Galenberg
19. Glees
20. Gönnersdorf
21. Grafschaft
22. Harscheid
23. Heckenbach
24. Herschbroich
25. Hoffeld
26. Hohenleimbach
27. Honerath
28. Hönningen
29. Hümmel
30. Insul
31. Kalenborn
32. Kaltenborn
33. Kempenich
34. Kesseling
35. Kirchsahr
36. Königsfeld
37. Kottenborn
38. Leimbach
39. Lind
40. Mayschoß
41. Meuspath
42. Müllenbach
43. Müsch
44. Niederdürenbach
45. Niederzissen
46. Nürburg
47. Oberdürenbach
48. Oberzissen
49. Ohlenhard
50. Pomster
51. Quiddelbach
52. Rech
53. Reifferscheid
54. Rodder
55. Schalkenbach
56. Schuld
57. Senscheid
58. Sierscheid
59. Spessart
60. Trierscheid
61. Waldorf
62. Wassenach
63. Wehr
64. Weibern
65. Wershofen
66. Wiesemscheid
67. Wimbach
68. Winnerath
69. Wirft

## Historie
Území bylo obsazeno Římany zhruba v roce 50 před naším letopočtem. Z této doby pochází například výborně dochované zbytky římské vily v Ahrweileru. Z roku 1093 je dodnes fungující klášter Maria Laach na břehu jezera Laach. Za druhé světové války se v bývalých železničních tunelech, tohoto kraje s hlubokými údolími, vyráběly rakety V-2. Těchto tunelů bylo částečně využito i po válce a vznikl zde bunkr pro německou vládu z nedalekého Bonnu. V březnu 1945 se ustupujícím německým vojskům nepodařilo vyhodit do vzduchu Ludendorffův most přes Rýn, známý díky filmu jako Most u Remagenu. Na území okresu se nachází i závodní dráha Nürburgring.